# Annen
Pour l’article homonyme, voir Martin Annen.
Annen est un village néerlandais de la commune d'Aa en Hunze, situé dans la province de Drenthe. Le 1er janvier 2020, la population s'élevait à 3 610 habitants.
Il abrite des pierres préhistoriques classées comme monument national.